# Seefeld (Schleswig-Holstein)
Pour les articles homonymes, voir Seefeld.
Seefeld est une commune allemande du Schleswig-Holstein, située dans l'arrondissement de Rendsburg-Eckernförde (Kreis Rendsburg-Eckernförde), à 20 kilomètres au nord de la ville d'Itzehoe. Seefeld est l'une des 30 communes de l'Amt Mittelholstein (« Moyen-Holstein ») dont le siège est à Hohenwestedt.